# Jørgen Tambour
Jørgen Tambour (12. juni 1941 – 6. april 2012) var en dansk atlet medlem af Esbjerg AF. Uddannet folkeskolelærer og forfatter til en række lærebøger i dansk.

## Danske mesterskaber
- Bronze 1967 Kuglestød 14,68
- Bronze 1966 Kuglestød 14,80
- Sølv 1964 Kuglestød 14,74
- Guld 1963 Kuglestød 15,02
- Bronze 1962 Kuglestød 13,88

## Personlige rekord
- Kuglestød: 15,41 1964
- Diskoskast: 42,85 1969